# Rio Ínsua
O Rio Ínsua é um rio português, que pertence à bacia do Rio Antuã, do qual é o principal afluente.
Nasce nas proximidades de Mansores, no concelho de Arouca, e desagua no Rio Antuã na área da freguesia de Oliveira de Azeméis, Santiago de Riba-Ul, Ul, Macinhata da Seixa e Madail, do concelho de Oliveira de Azeméis, junto à Ponte dos Dois Rios.
Nas suas margens existem moinhos, em tempos directamente ligados à produção das chamadas Padas de Ul.
O Rio é por vezes designado por "Rio Antuã", em alternativa ao rio de que é afluente, que por sua vez se chamaria "Rio Ul". Estas designações alternativas têm sido alvo de alguma polémica.